# Humboldt Hill
Humboldt Hill es un lugar designado por el censo ubicado en el condado de Humboldt en el estado estadounidense de California. En el año 2000 tenía una población de 3,246 habitantes y una densidad poblacional de 300.6 personas por km².

## Geografía
Humboldt Hill se encuentra ubicado en las coordenadas 40°43′N 124°11′O / 40.717, -124.183. Según la Oficina del Censo, la ciudad tiene un área total de 10,8 km² (4,2 mi²), de la cual 10,8 km² (4,2 mi²) es tierra y 0 km² (0 mi²) (0%) es agua.

## Demografía
Según la Oficina del Censo en 2000 los ingresos medios por hogar en la localidad eran de $37,121, y los ingresos medios por familia eran $42,826. Los hombres tenían unos ingresos medios de $35,500 frente a los $28,304 para las mujeres. La renta per cápita para la localidad era de $16,222. Alrededor del 11.5% de la población estaban por debajo del umbral de pobreza.